# БОК-15
БОК-15 — советский 2-местный стратосферный сверхдальний рекордный самолёт конца 1930-х, конструкции В. А. Чижевского.

## Описание
Строился с целью вернуть Советскому Союзу мировой рекорд дальности полёта, установленный в 1937 экипажем М. М. Громова на самолёте АНТ-25, но уже в 1938 превзойдённым английскими лётчиками на самолёте Vickers Wellesley. Строились два экземпляра, для экипажей М. М. Громова и Г. Ф. Байдукова. Двигатель АН-1РТК был заменён на АМ-34ФРН. Согласно расчётам самолёт мог на своём дизельном двигателе без посадок для дозаправки преодолеть дистанцию в 25 тысяч километров. В связи с репрессированием авиаконструктора самолёты доводились уже без его участия. Первые испытательные полёты выявили ряд проблем. Учитывая что длительный стратосферный полёт требует наличия гермокабины, а также специального высотного двигателя с турбонаддувом — а ни того, ни другого в СССР ещё не выпускали, были только недоведённые опытные образцы, и ещё запредельного расхода моторного масла, и выхода из строя турбокомпрессоров — самолёт на рекордные полёты не был допущен. В дальнейшем осуществлению проекта помешала начавшаяся война, а после следы рекордного самолёта теряются.